# Rafael Wenceslao Núñez
Rafael Núñez (Cartagena das Índias, 28 de setembro de 1825 — Cartagena das Índias, 18 de setembro de 1894) foi um político, escritor e advogado colombiano, presidente da Colômbia de 1880 a 1882 e de 1884 a 1887. Ele é considerado o pai da constituição colombiana de 1886 e escreveu o texto do atual hino nacional colombiano.

## Vida

### Primeiros anos
Pouco se sabe sobre a infância, juventude e início de carreira de Rafael Núñez. Sabe-se que em 1848 atuou como juiz na comarca de Chiriquí, na então província colombiana do Panamá. Mais tarde naquele ano, fundou o jornal La Democracía em Cartagena em apoio à candidatura presidencial do general José María Obando para suceder José Hilario López. Também no mesmo ano foi nomeado Secretário do Governo de Cartagena, o que marcou o início de sua carreira política.
Em 1853 foi eleito primeiro para o Congresso e, posteriormente, governador do Departamento de Bolívar. Entre 1855 e 1857, durante o governo de Manuel María Mallarino, foi Ministro das Finanças e da Guerra.
Em 1855, ele publicou uma primeira coleção de ensaios políticos intitulada La Federación. Mais tarde, ele serviu como Ministro das Finanças durante o governo Mosquera.
Depois de representar os interesses da Colômbia nas negociações do Tratado do Rio Negro, ele viajou para o exterior. Ele morou primeiro na cidade de Nova York por dois anos, depois representou a Colômbia em Le Havre e finalmente se tornou cônsul em Liverpool.
Em 1874, ainda na Europa, muitos de seus escritos mais importantes foram publicados.

### Carreira política em Bogotá
Em 1876 ele retornou à Colômbia, no centro de uma disputa política. Ele havia sido selecionado como candidato à presidência em 1875, mas não foi eleito de fato. No entanto, cinco anos depois, de 1880 a 1882, ele ocupou a presidência pela primeira vez. Logo depois, em 1884, foi reeleito presidente com o apoio do Partido Conservador.
A reforma constitucional de 1886, levada a cabo em colaboração com Miguel Antonio Caro, é a sua conquista política mais importante, que, com algumas alterações posteriores, vigorou essencialmente até à proclamação de uma nova Constituição em 1991.
De 1878 a 1888, ele escreveu centenas de artigos influentes sobre a reforma constitucional para os jornais La Luz e La Nación de Bogotá e os jornais de Cartagena El Porvenir e El Impulso. Ele também escreveu a letra do hino nacional colombiano.
Em 1886 foi reeleito presidente e finalmente se aposentou da política ativa em 1888. Ele se aposentou em Cartagena, onde morreu em 1894.

## Obras publicadas
Entre as obras escritas por Rafael Nunez podem-se destacar:
- La federación (1855).
- Ensayos de crítica social (1874).
- La rebelión: noticias de la guerra (1885).
- La reforma política en Colombia (1885).
- Versos (1885).
- Poesías (1889).
- Poesías y artículos críticos (1894).